# Tölö torg

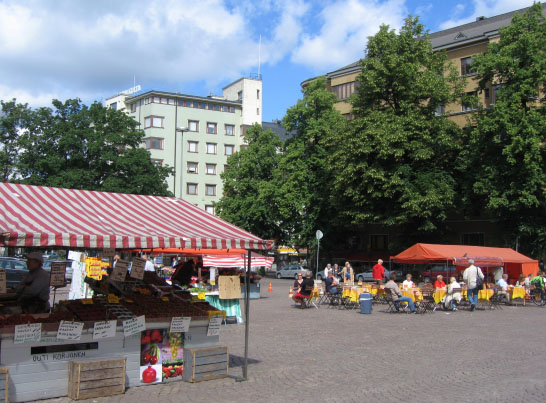
Tölö torg sommaren 2008.

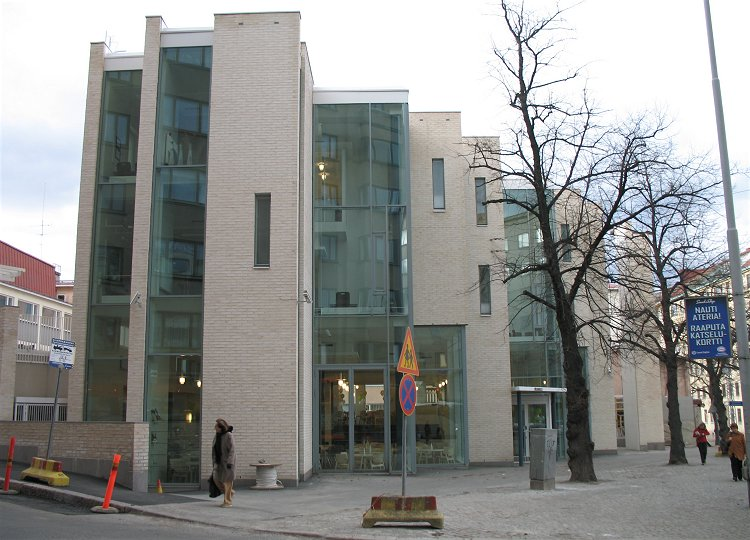
Kulturhuset Sandels på Tölö torgs västra sida.

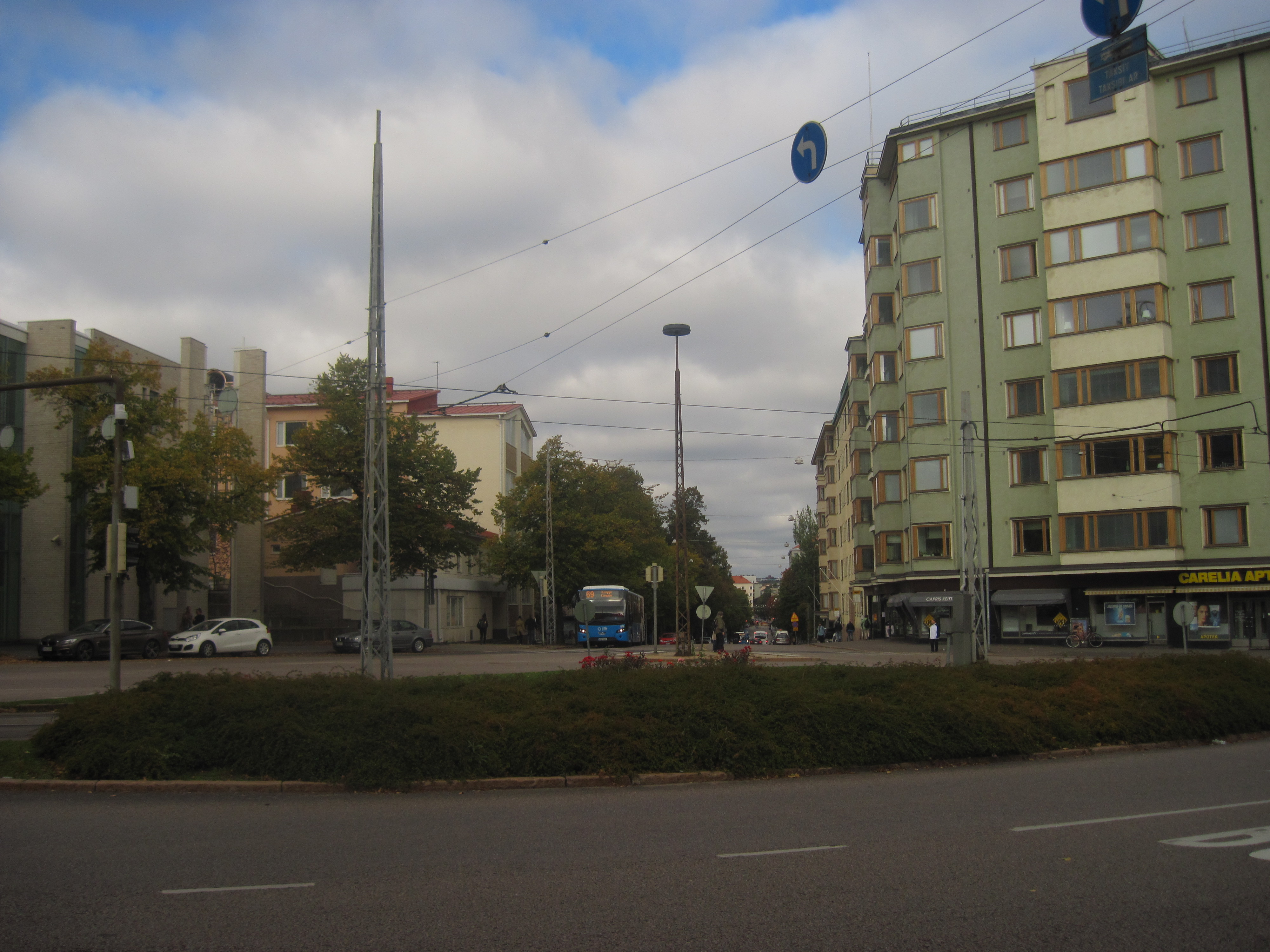
Utsikt från Tölö torg till Topeliusgatan.

Tölö torg (finska: Töölöntori) är ett torg i Helsingfors i Bortre Tölö vid Runebergsgatans och Topeliusgatans korsning. Det ligger mellan Runebergsgatan, Artillerigatan, Tölötorggatan och Sandelsgatan.
Torget har torgmarknad på måndagar 6.30-14 och tisdagar till lördagar 6.30-18. 
De flesta hus runt Tölö torg är slutna kvarterhus byggda på 1930-talet.  Bortre Tölös tidiga 1930 -tals hyreshusarkitektur har influenser från klassicismen och art-deco -stilen samt funktionalismen. Vid torget på Runebergsgatans andra sida ligger Kulturhuset Sandels, vars granne är Tölö kyrka.
Alko på Sandelsgatan vid Tölö torgs kant bytte i september 2017 sin stil till nostalgisk. Där finns en kassadisk från vilken försäljningen sker på gammalt sätt. Hille Korhonen, som ännu i början av året 2017 arbetade som Alkos verkställande direktör, har konstaterat: "Vid den tiden då Alko ännu hade diskbutiker, konstaterades det i rekryteringsguiden att man måste ha tjänstemannalikt beteende, alltså fick man inte le. Jag vet inte om det skulle fungera idag."

## Historia
Torget var redan märkt i Tölös åren 1906 och 1916 bekräftade detaljplaner. I början var dess namn Stora torget eller Stortorget (finska: Isotori), men år 1928 fick den sitt nuvarande namn.
Spårvagnslinje 5 hade sin slutstation vid Tölö torg åren 1958-1985.